# USS Cassin Young
El USS Cassin Young (DD-793) és un destructor de la classe Fletcher de la Marina dels Estats Units anomenat en honor del capità Cassin Young (1894–1942), que rebé la Medalla d'Honor pel seu heroisme durant l'atac a Pearl Harbor i morí en la batalla naval de Guadalcanal a la tardor del 1942.
Fou avarat el 12 de setembre del 1943 per Bethlehem Steel, de San Pedro (Califòrnia), i patrocinat per Eleanor Young. Entrà en servei el 31 de desembre del 1943 amb el comandant E. T. Schrieber al capdavant.
Després de participar en la Segona Guerra Mundial, incloent-hi la batalla del Golf de Leyte i la batalla d'Okinawa, fou retirat del servei. Tanmateix, fou reactivat durant la Guerra de Corea i restà en servei actiu fins al 1960. Avui en dia es conserva com a vaixell museu a la Boston Navy Yard (Massachusetts), prop del USS Constitution. El 1986 fou declarat Fita Històrica Nacional com un dels quatre destructors supervivents de la classe Fletcher.